# وینگ
وینگ (به سوئدی: Veinge) یک سکونتگاه مسکونی در سوئد است که در Laholm Municipality واقع شده‌است.

## خصوصیات
وینگ ۱٫۳۱ کیلومترمربع مساحت و ۱٬۱۹۰ نفر جمعیت دارد.